# Galaxian
Galaxian (яп. ギャラクシアン гяракусиан) — аркадная игра, разработанная Namco в октябре 1979 года. Она была издана Namco в Японии, а в Северную Америку была импортирована Midway в декабре того же года. Игра представляла собой фиксированный шутер, в котором игрок управлял космическим кораблём, находящимся внизу экрана, стреляющим во врагов, спускающимся вниз с разных направлений. Игра должна была конкурировать с более ранней успешной игрой Space Invaders.
Игра стала очень популярной сразу после выпуска. Было выпущено два продолжения: Galaga в 1981 году и менее известное Gaplus в 1984 году, а также большое число портов и адаптаций. Как и продолжение, игра была одной из самых популярных в течение золотого века аркадных видеоигр.

## Описание

Оригинальная версия для аркадного автомата

Galaxian использовал ту же формулу успеха, что и Space Invaders, расширив её. Как и в более ранней игре, в Galaxian присутствовала армада атакующих пришельцев, которые обменивались выстрелами с игроком. В отличие от Space Invaders, в Galaxian пришельцы периодически превращались в камикадзе, пикирующих на корабль игрока (который назывался Galaxip). Таким образом, данная игра стала первой, в которой поведение врагов имело некую индивидуальность. Сюжет игры состоит из главного экрана, на котором отображается сообщение «МЫ ГАЛАКСИАНЕ / МИССИЯ: УНИЧТОЖИТЬ ПРИШЕЛЬЦЕВ» (англ. «WE ARE THE GALAXIANS / MISSION: DESTROY ALIENS».
Galaxian был очень успешен и во многих аспектах стал первой игрой в своём роде. Хотя Galaxian и не был первой цветной игрой, в нём использовались многоцветные анимированные спрайты и взрывы, шрифты разного цвета для числа очков и высшего достижения, прокручивающееся игровое поле со звёздами и графические значки, которые показывают число оставшихся кораблей и уровней, которые прошёл игрок. В игре также присутствует грубая музыкальная тема и фоновая музыка. Сочетание этих элементов определило стандарт, которому следовали многие аркадные игры 1980-х, такие как Pac-Man.

## Игровой процесс
Игровой процесс является достаточно простым. Волна за волной армии пришельцев атакуют корабль игрока, который движется влево-вправо внизу экрана (при этом выход за границу экрана приводит к появлению корабля с другой стороны экрана). На экране одновременно может присутствовать только один снаряд, выпущенный кораблём. После того, как игрок побеждает одну волну, на следующем экране она сменяется новой, более агрессивной и сложной. На фоне прокручивается простое повторяющееся звёздное небо.

## Версии

### Стандартные аркадные игры
- Galaga (1981)
- Gaplus (1984)
- Galaga '88 (1987)
- Galaga Arrangement (1995) — выпущена как часть Namco Classic Collection Vol. 1

#### Аркадные игры слазерным диском
- Galaxian 3 (1990)
- Attack of the Zolgear (1994)

### Порты
Оригинальная аркадная версия Galaxian была портирована на большое число платформ, в том числе:
- Apple II
- Atari 400/800
- Atari 2600
- Atari 5200
- Bally Astrocade (Galactic Invasion)
- Coleco VFD
- ColecoVision
- Commodore VIC-20
- Commodore 64
- Dreamcast
- Game Boy (вместе с Galaga)
- IBM PC
- Java для мобильных телефонов
- MSX (только в Европе и Японии)
- NEC PC-8801
- Nintendo Famicom (только в Японии)
- Sharp X1
- Virtual Console (только в Японии)
- ZX Spectrum

Galaxian также выпускалась в составе коллекционных серий Namco Museum на нескольких платформах:
- Dreamcast (Namco Museum)
- Game Boy Advance (Namco Museum Advance)
- Nintendo 64 (Namco Museum 64)
- Nintendo DS (Namco Museum DS)
- PlayStation (как часть Namco Museum Volume 3)
- PlayStation 2, Xbox, Nintendo GameCube и Microsoft Windows (Namco Museum: 50th Anniversary Arcade Collection)
- PlayStation Portable (Namco Museum Battle Collection)
- Wii (Namco Museum Remix)

Galaxian был также выпущен на платформе Microsoft Windows в 1995 как часть набора Microsoft Return of Arcade.